# ARA Santa Fe (S-21)
Il sommergibile ARA Santa Fe (S-21) era un battello argentino della classe Balao statunitense, ex USS Catfish della United States Navy, che venne affondato durante le operazioni nella Georgia Australe nel 1982, durante la Guerra delle Falkland.
Varato nel 1944 come USS Catfish, partecipò alla parte finale della seconda guerra mondiale nel teatro del Pacifico; successivamente prestò servizio durante la Guerra di Corea.
Radiato nel 1971, fu ceduto all'Argentina che lo ribattezzò Santa Fe, in sostituzione di una analoga unità con lo stesso nome.
Durante la guerra delle Falkland il Santa Fe nel corso dell'operazione Paraquet, la riconquista della Georgia Australe, venne rilevato e immediatamente attaccato con cariche di profondità e missili AS.12 dagli elicotteri delle navi nell'area tra cui due Westland Wasp decollati dalla HMS Endurance, e per i gravi danni riportati fu arenato dall'equipaggio sulla punta King Edward dell'isola Georgia del Sud. L'equipaggio venne fatto prigioniero ed uno di essi, il sottufficiale Felix Artuso, venne ucciso il 26 aprile da un marine britannico mentre operava in sala macchine, per non aver obbedito all'ordine di fermarsi dato dal marine di guardia; fu poi appurato che l'uomo tentava di mettere in sicurezza il battello ma questo non venne compreso dalla guardia e poiché nessuno parlava la lingua dell'altro non vi fu modo di comunicare; l'uomo è seppellito al cimitero di Grytviken.